# Ханна (ураган, 2008)
Ураган «Ханна» (англ. Hurricane Hanna) — восьмой тропический циклон и четвёртый по счёту ураган сезона 2008 года в бассейне Атлантического океана. Самый смертоносный циклон сезона.
28 августа 2008 года к востоку-северо-востоку от Подветренных Антильских островов образовалась область тропической депрессии, которая на следующий день усилилась до интенсивности тропического шторма, прошла над территорией островов Теркс и Кайкос, Багамскими островами и Гаити. Затем на короткое время шторм Ханна вышел в фазу урагана первой категории по шкале классификации Саффира — Симпсона, под влиянием действовавшего в тот момент урагана Густав ослаб до тропического шторма и 6 сентября обрушился на побережье Соединённых Штатов в районе города Мертл-Бич (Южная Каролина). В течение суток шторм переместился над территорией штатов Новой Англии и к утру 7 сентября в фазе внетропического циклона вышел на побережье Атлантической Канады.
Остатки стихии пересекли северную часть Атлантического океана, к 10 сентября оказавшись к западу от Великобритании, а к вечеру 12 сентября были полностью поглощены другим обширным внетропическим циклоном, находившимся между Исландией и Гренландией.
Жертвами Урагана Ханна стали по меньшей мере 537 человек. Точное число погибших, по всей видимости, никогда не станет известным вследствие большого наводнения в северной части Гаити и невозможности, в связи с этим, однозначно определить окончательную цифру жертв циклона. Ураган Ханна стал самым смертоносным тропическим циклоном бассейна Атлантического океана, после прохождения в 2005 году урагана первой категории Стэн. Ущерб от тропической стихии в США составил 160 миллионов долларов, точные данные по ущербу от Урагана Ханна на Гаити отсутствуют по причине практической невозможности оценить масштабы разрушений.

## Метеорологическая история

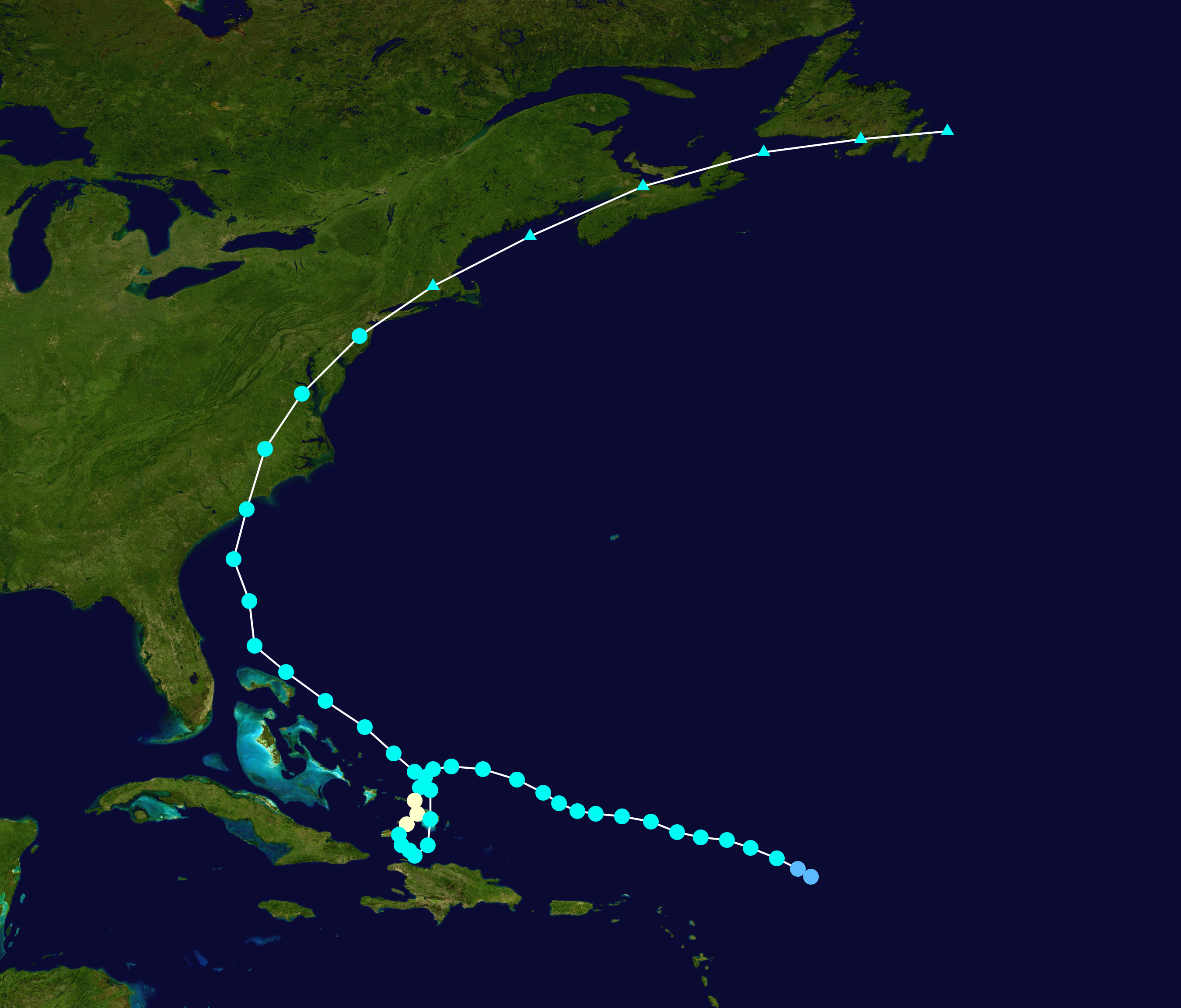
Траектория движения Урагана Ханна

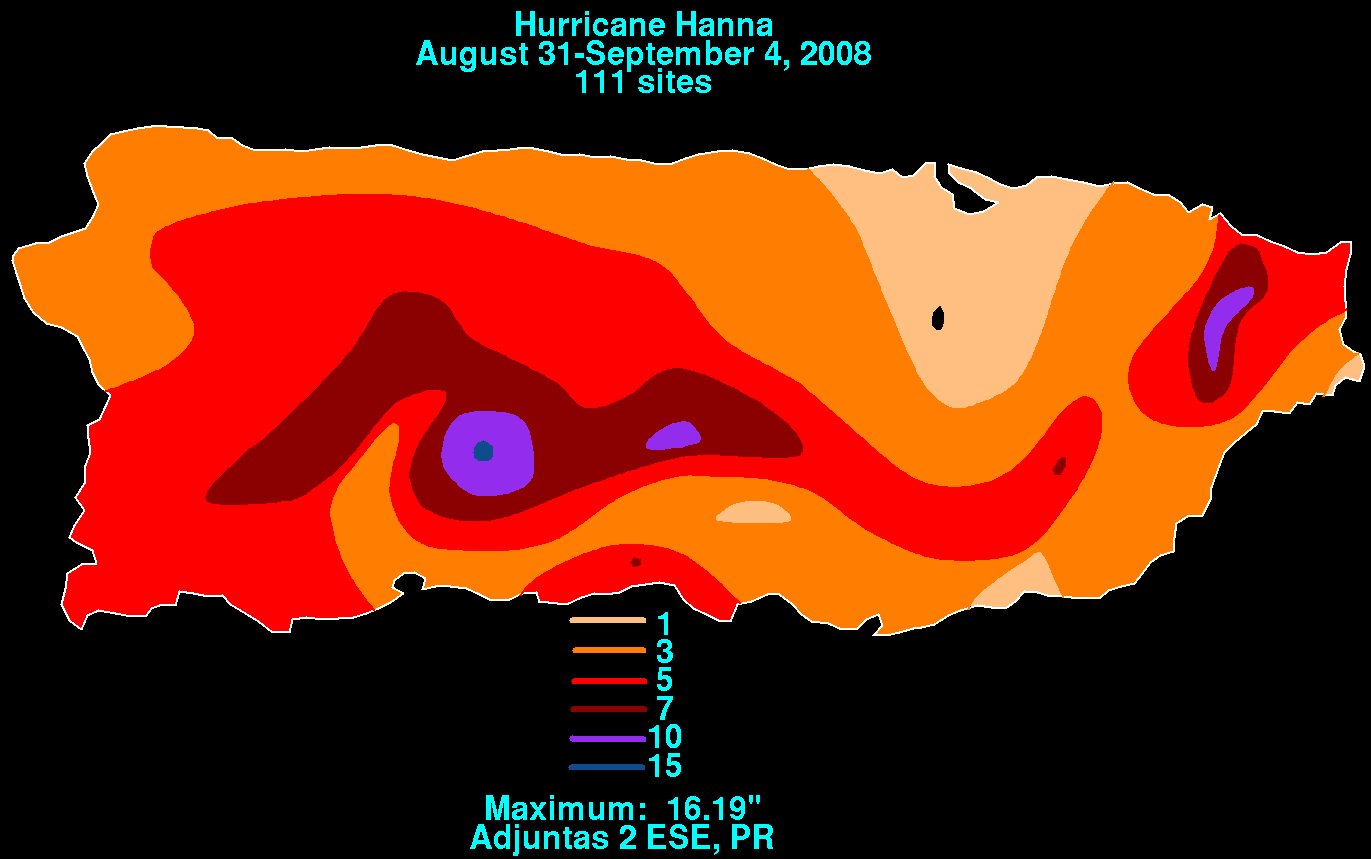
Карта осадков региона в момент прохождения Урагана Ханна над Пуэрто-Рико

В последних числах августа 2008 года от побережья Африки в западном направлении вышла тропическая волна тёплого воздуха. Спустя несколько дней в связанной с волной области низкого давления образовалась система глубокой конвекции воздушных масс. 28 августа в области атмосферного возмущения сформировалась первая замкнутая изобара, на основании чего специалисты Национального центра прогнозирования ураганов США констатировали образование Тропической депрессии 8 — восьмого циклона в сезоне атлантических ураганов 2008 года. К концу тех же суток депрессия увеличила интенсивность до уровня тропического шторма по шкале классификации Саффира — Симпсона и получила собственное имя Ханна — следующее и восьмое по счёту название в текущем сезоне 2008 года. Тропический циклон к данному времени образовал чётко выраженный центр циркуляции воздушных масс с основной конвекцией потоков в западной части шторма.
В ночь с 28 на 29 августа начала реформироваться конвекция тропического шторма, сам шторм двигался почти строго в западном направлении, обходя по южной границе постоянно действующий Азорский антициклон. По прогнозам метеорологов Ханна должна была ослабнуть в течение следующих суток и изменить направление движения на юго-западное под влиянием сильных атмосферных возмущений проходящего вблизи урагана Густав. Тем не менее, к утру 29 августа шторм вступил в область с относительно высокой температурой морской поверхности, что благоприятно сказалось на дальнейшем усилении его интенсивности. Постоянные сдвиги ветра в циклоне некоторое время спустя привели к разделению верхней, а затем и нижней частей циркуляции воздушных масс от основного центра конвекции шторма, ось спирального вращения при этом переместилась в восточную зону атмосферного возмущения. 30 августа Ханна располагалась к востоку от Багамских Островов и продолжала двигаться в западном направлении.

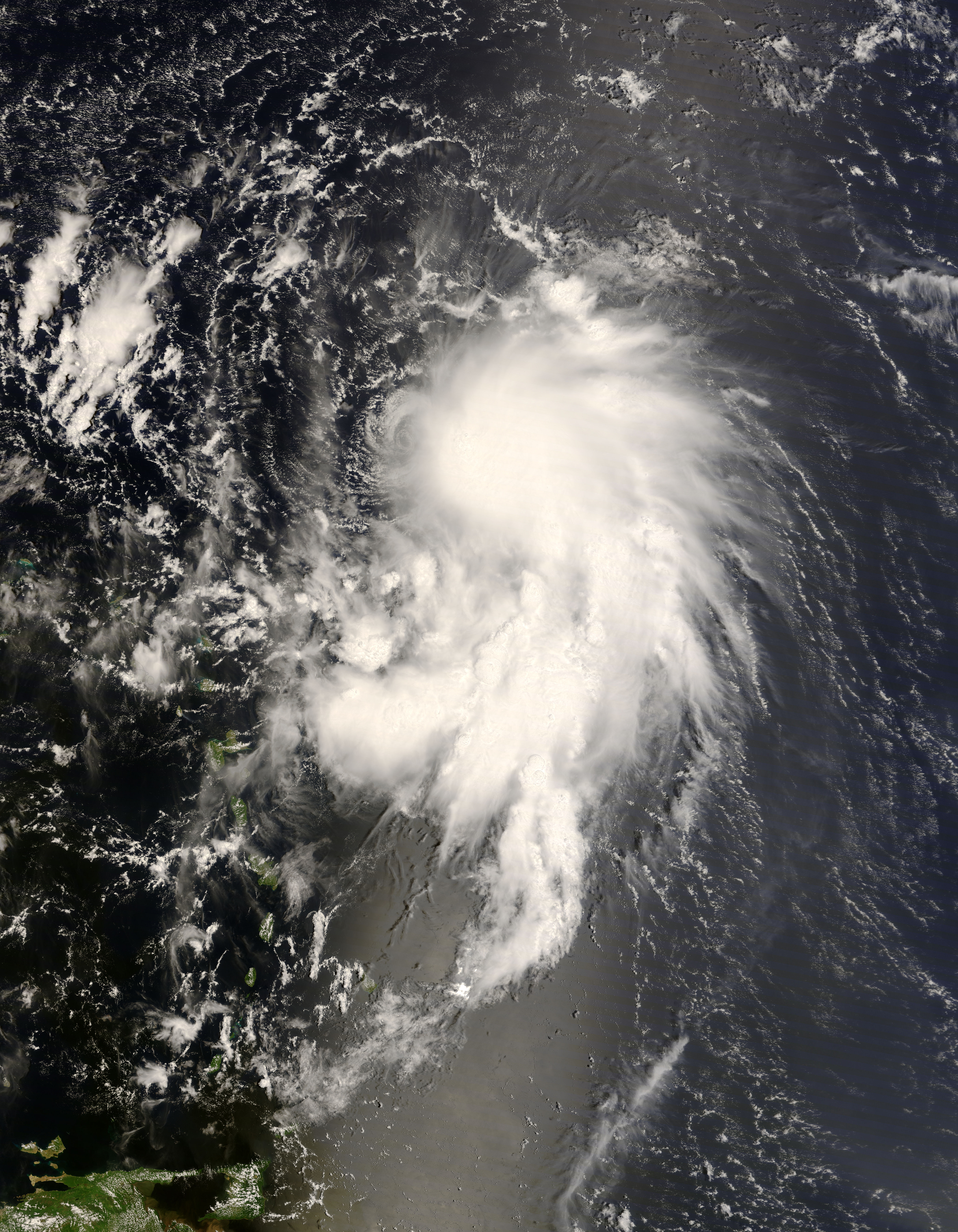
Ураган Ханна над Малыми Антильскими островами. Центр циркуляции воздушных масс расположен в западной части атмосферного возмущения

К концу суток 30 августа под влиянием огромной спирали вращения урагана Густав Ханна резко сменила вектор перемещения на южный, начала слабнуть и замедлять поступательное движение, находясь в этот момент к северу от островов Теркс и Кайкос. 1 сентября тропический шторм вышел из зоны возмущения урагана Густав, повернул на юго-юго-запад и с удвоенной энергией возобновил усиление конвекции внутренних потоков. В 01.30 ночи по североамериканскому восточному времени самолёт-разведчик Военно-воздушных сил США зафиксировал ураганную скорость ветра в циклоне, что дало специалистам Национального центра прогнозирования ураганов США основания присвоить ему статус урагана первой категории по шкале классификации Саффира — Симпсона. 2 сентября в зоне Урагана Ханна вновь начались сильные сдвиги ветра, возникавшие из сильной области возмущения урагана Густав и приведшие на следующие сутки к снижению интенсивности циклона вновь до уровня тропического шторма.
Утром 6 сентября 2008 года Ханна вступила на континентальную часть США вблизи границы между штатами Северная и Южная Каролина. Спустя сутки циклон вышел во внетропическую фазу над территорией Атлантической Канады, затем пересёк северную часть океана, 10 сентября развернул вектор движения на северный и был поглощён обширной областью внетропического циклона, находившегося между Исландией и Гренландией.

## Подготовка

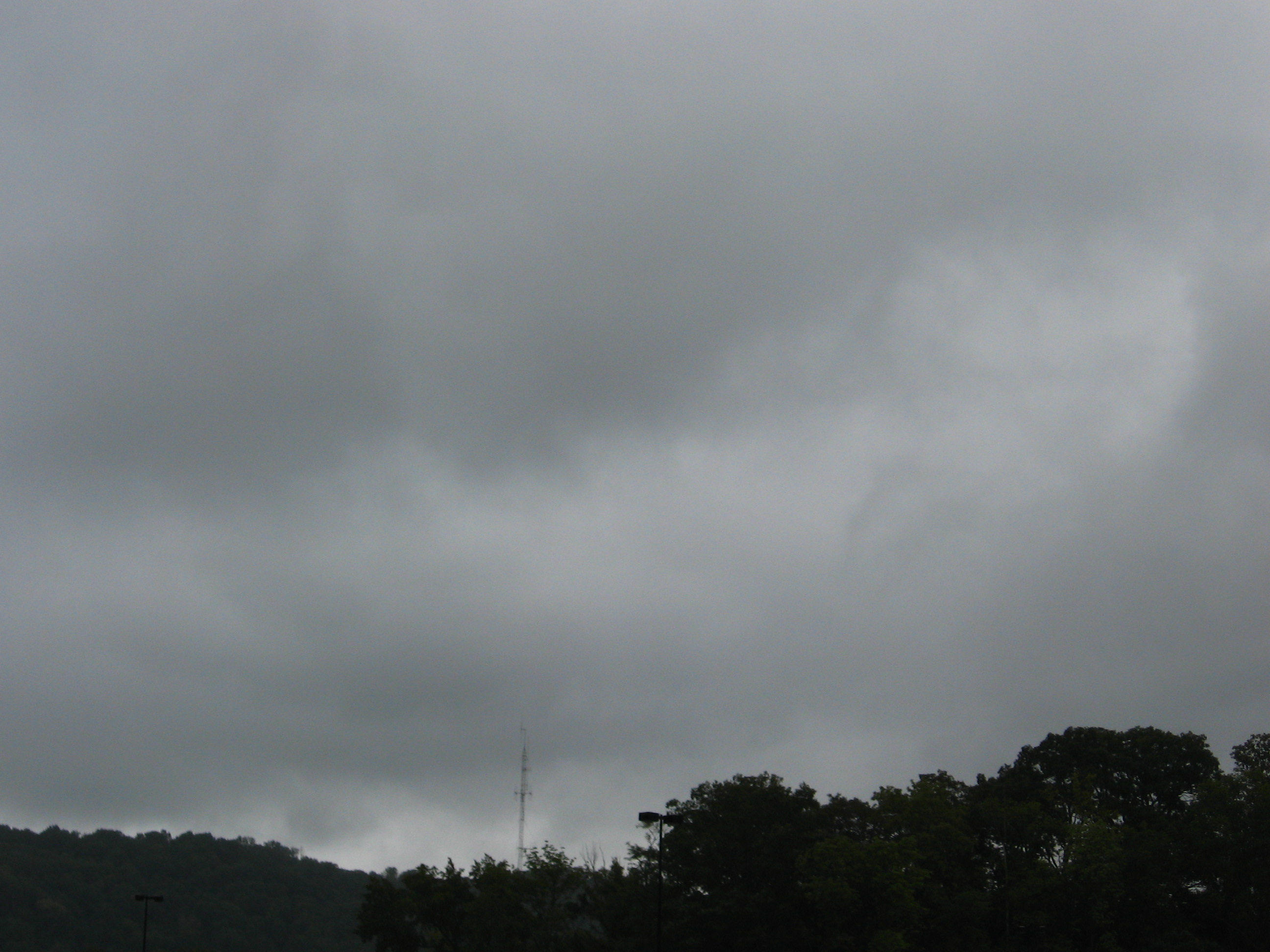
Западная Виргиния

Перед вторжением тропического циклона в Теркс и Кайкос были перекрыты городские улицы, закрыты школы и аэропорты и остановлен весь транспорт на самих островах и вблизи них.
В связи с подходом тропической стихии к Северной Америке Национальное управление США по аэронавтике и исследованию космического пространства сообщило об отмене помещения на стартовую площадку космодрома Кеннеди шаттла Атлантис, запланированного на выполнение рейса «Атлантис STS-125».
Руководство Университета штата Северная Каролина в Уилмингтоне отменило все занятия на пятницу 5-го и субботу 6-го сентября и рекомендовало провести добровольную эвакуацию в безопасные районы. Занятия в учебном заведении были возобновлены согласно регулярному расписанию в понедельник, 8 сентября. В университете Кристофера Ньюпорта в городе Ньюпорт-Ньюс (штат Виргиния) были отменены все занятия, а также проведена обязательная эвакуация студентов и персонала в связи с возможными разрушениями и повреждениями линий электропередач. Учебный процесс на 5 и 6 сентября был прекращён в колледже Уильяма и Мэри, университете Олд-Доминион и Регентском университете.
5 сентября вдоль восточного побережья Соединённых Штатов были приведены в полную готовность силы гражданской обороны и борьбы с последствиями от чрезвычайных ситуаций. Все группы наладили между собой постоянный контакт, часть из них готовилась к подходу урагана Ханна, часть — к приходу урагана Айк, значительные силы были заняты в районах, уже пострадавших от обрушения урагана Густав. В этот же день департамент по чрезвычайным ситуациям канадской провинции Нью-Брансуик объявил предупреждение об ожидаемых «значительных осадках» и «локальных наводнениях» в период с 7 по 8 сентября 2008 года.

## Вторжение

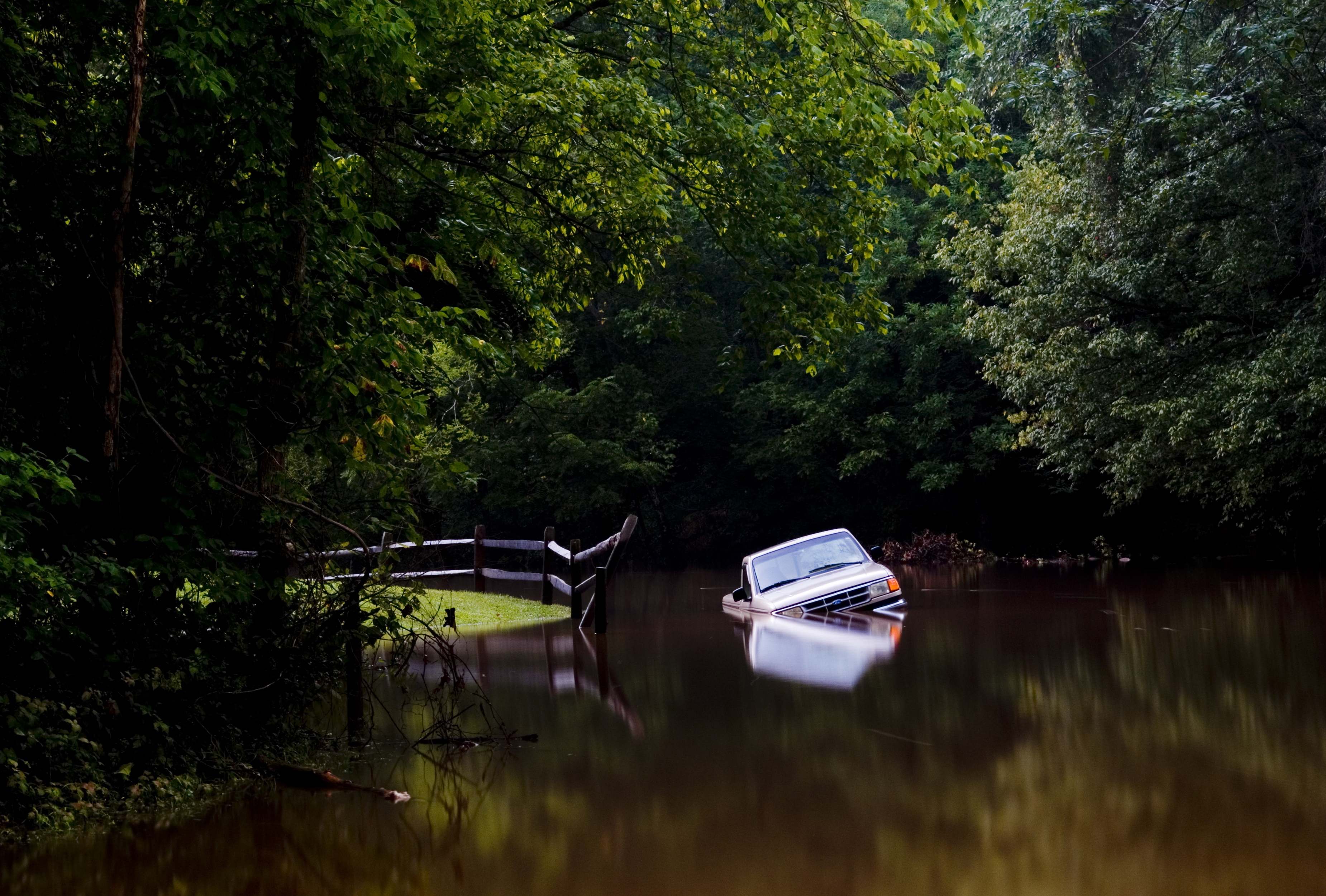
Район Национального парка Ино-Ривер, штат Северная Каролина

| Гаити                    | 529 |
| Доминиканская Республика | 1   |
| США                      | 7   |
| Всего                    | 537 |

### Острова Теркс и Кайкос
1 сентября на Багамских островах и на островах Теркс и Кайкос в результате подхода урагана Ханна были зарегистрированы тропические ливни и сильный шквалистый ветер, однако о пострадавших в данных районах в эти дни не сообщалось. Разворот траектории движения урагана и его повторное обрушение на Теркс и Кайкос привёл к масштабному наводнению и затоплению всех низинных участков островов, включая популярные туристические зоны отдыха острова Провиденсьялес, такие как Кью-Таун, Файв-Кейз и Блу-Хилс. Кроме этого, серьёзный ущерб был нанесён местной медицинской клинике на острове Гранд-Терк.

### Гаити
Тропический шторм Ханна принёс проливные дожди на территорию Гаити, к тому времени уже пострадавшую от прохождения тропического шторма Фэй и урагана Густав. Практически во всех районах страны возникли масштабные наводнения и прошли массовые оползни, наиболее крупный ущерб был нанесён городу Гонаив, до сих пор полностью не оправившегося от вторжения урагана Жанна, в сезоне атлантических ураганов 2004 года. Почти весь город был затоплен водой, стоявшей на высоте двух метров над основным уровнем, большинство местных жителей находили спасение только на крышах домов. В городе Ле-Ке экстренной эвакуации подверглась местная больница, также практически полностью залитая паводковыми водами. Около пяти тысяч людей были эвакуированы в специальные укрытия и убежища, Организация Объединённых Наций направила в пострадавшие районы спасателей и спецтехнику для помощи в проведении экстренной эвакуации из наиболее пострадавших от разгула тропических стихий районов.
Вечером 4 сентября правительство Гаити объявило, что число жертв Тропического шторма Ханна в стране достигла 529 человек, при этом 495 человек погибли в портовом городе Гонаив в результате катастрофических разрушений и наводнения, затопившего сам город и его окрестности. Вместе с тем, по словам мэра города Стивена Мойзе (англ. Stephen Moise) реальное число жертв тропического шторма значительно больше и не поддаётся точной оценке, поскольку в настоящее время невозможно войти в сам город". Количество беженцев из Гонаива и его окрестностей к вечеру 5 сентября достигло сорока восьми тысяч человек, природная катастрофа оставила множество жителей без крыши над головой и средств к существованию, в одночасье превратив их в бездомных бродяг. Часть жителей круглосуточно находилась на крышах своих уцелевших домов, чтобы не допустить в них мародёрские бесчинства. К северу и к югу от Гонаива обрушились автомобильные мосты, что вкупе с затопленными территориями и болотистой местностью существенно затрудняло перемещение миссий с гуманитарной помощью в пострадавшие районы.

### Соединённые Штаты Америки
Несмотря на то, что ураган главным образом хозяйничал на территории Багамских островов, стихия стала причиной сильного штормового нагона и волн обратного течения на юго-восточном побережье Соединённых Штатов.
В Государственном заповеднике имени Джона У. Ллойда в окрестностях города Холливуд (штат Флорида) в волнах обратного течения утонул 14-летний подросток. Ещё два человека утонули в том же штате у берегов города Форт-Лодердейл. Из-за угрозы возникновения паводков и торнадо губернаторы Флориды, Виргинии, Северной Каролины и Мэриленда ввели чрезвычайное положение на территориях своих штатов. В Вашингтоне была активизирована работа всех федеральных и муниципальных центров по борьбе с последствиями чрезвычайных ситуаций. Ураган Ханна стал причиной возникновения торнадо вблизи городов Гринвилл (Северная Каролина) и Аллентаун (Пенсильвания).
В момент вступления урагана на морское побережье штатов Северная и Южная Каролина скорость ветра в стихии достигала 95 километров в час, но поскольку к тому времени ветер был порывистым, основной ущерб в штатах был причинён обильными дождями. В Нью-Джерси в волнах обратного течения утонул 38-летний мужчина. На Лонг-Айленде 6 сентября 2010 года ураган Ханна оставил без электроснабжения более 32 тысяч человек.